# Wall Kintun TV
Wall Kintun TV (mapudungún para Buscar Alrededor TV) es un canal de televisión abierta argentino, lanzado el 7 de diciembre de 2012. Es el primero de un pueblo indígena en el país. Fue creado en el marco de la Ley de Servicios de Comunicación Audiovisual promulgada en 2009. Emite por el canal 8 VHF de Bariloche y es auspiciado por la Coordinadora de Comunicación Audiovisual Indígena de Argentina (CCAIA) y lo maneja la comunidad mapuche Buenuleo.

## Contexto
El canal surge como consecuencia de la Ley 26.522 de Servicios de Comunicación Audiovisual, conocida coloquialmente como Ley de Medios, que establece las pautas que rigen el funcionamiento de los medios radiales y televisivos en la República Argentina. Esta legislación fue promulgada el 10 de octubre de 2009 por la presidenta Cristina Fernández de Kirchner tras ser aprobada por el Congreso y reemplazó a la Ley de Radiodifusión 22.285, que había sido promulgada en 1980 por la dictadura cívico-militar autodenominada Proceso de Reorganización Nacional y se había mantenido vigente desde entonces.
El artículo 151 de dicha ley establece que los pueblos originarios podrán ser propietarios de medios de comunicación audiovisual, algo que la ley de la dictadura militar no permitía.

Los Pueblos Originarios, podrán ser autorizados para la instalación y funcionamiento de servicios de comunicación audiovisual por radiodifusión sonora con amplitud modulada (AM) y modulación de frecuencia (FM) así como de radiodifusión televisiva abierta en los términos y condiciones establecidos en la presente ley. Los derechos previstos en la presente ley se ejercerán en los términos y el alcance de la ley 24.071.

## Programación
Emite no solo su propia producción, sino también contenidos realizados en todo el país pertenecientes al Banco Audiovisual de Contenidos Universales Argentinos (BACUA), así como también de Educ.ar. Ofrece cine de derechos humanos y pueblos originarios, material de otros pueblos y comunidades indígenas de las provincias de Jujuy, Chaco, Salta, Chubut, entre otras.